# 清水谷実業
清水谷 実業（しみずだに さねなり）は、江戸時代前期から中期にかけての公卿・歌人。官位は正二位・権大納言。

## 経歴
三条西公紀(堀尾泰長)の第三子長男として誕生。
25歳の時、叔父の三条西公勝の次男で清水谷家を継いだ従兄の公栄の養嗣子となる。
元禄元年（1688年）、霊元院から和歌てにをは口伝を受け、中院通茂、武者小路実陰と共に霊元院歌壇の中心的な歌人の一人として活躍した。
狂歌をよくした。蕃山四天王の一人でもある。
作品・著書には元禄15年（1702年）の百首歌、宝永2年（1705年）の到着百首歌、寛文12年（1672年）の『高雄紀行』などがある。

## 父母
実業４歳の時、実父泰長が江戸へ下向したため離別。その後、実母江南院がシングルマザーのような状態で「貧苦困難に堪え三人の幼子を養育」した。弟公音は「子として莫大の恩儀を被る故を以て普通の親恩に類すべからず」と記している。
多くの記録では単に三条西実条孫とあるか、または父親は三条西公勝とされるが、公勝は実業が生まれる22年前に亡くなっているため、少なくとも実父ではない。
父泰長は『諸家伝』、『野間家譜』以外の公の記録に殆ど名を残していない。『系図纂要』には「三条西実条孫、父武家」とあるが、その「孫」のポジションに実業の名は無く、混乱がみられる。
しかし、弟公音の残した覚書や実業が泰長の「正忌日の祭り」を行なった記録もあるので実父は堀尾泰長(三条西公紀)で間違いないと思われる。
母江南院も家女房であるため公の記録に名を残しておらず、母は清水谷実任女とされたり三条西実条女とされたりするが、弟公音の残した覚書や実業と公音の記録の喪母と記されている日が江南院の亡くなった日(元禄14年10月25日)であるので、少なくとも江南院が実母であることは間違い無いと思われる。

## 系譜
- 父：堀尾泰長（1610-1662）
- 母：江南院 - 多賀宗春の娘
- 養父：清水谷公栄
- 妻：不詳
  - 男子：清水谷雅季
  - 男子：小倉有季 - 小倉熙季の養子
  - 女子：清水谷石子（1703-1735） - 中御門天皇典侍